# DDR-Fußball-Oberliga 1975/76
Die DDR-Oberliga 1975/76 war die 27. Auflage der höchsten Spielklasse der DDR. Meister wurde zum vierten Mal die SG Dynamo Dresden. Die Saison begann am 23. August 1975 und endete am 15. Mai 1976. Im Anschluss traten alle Oberligisten noch einmal innerhalb der DFV-Toto-Sonderrunde an.

## Vor der Saison
Durch den gleichzeitigen Abstieg von Hansa Rostock und Vorwärts Stralsund in der Vorsaison war der Norden der DDR in dieser Saison erstmals seit 1957 nicht in der Oberliga vertreten. Gleichzeitig kehrte mit Energie Cottbus ein Vertreter des Bezirks Cottbus in die Oberliga zurück.

## Saisonverlauf

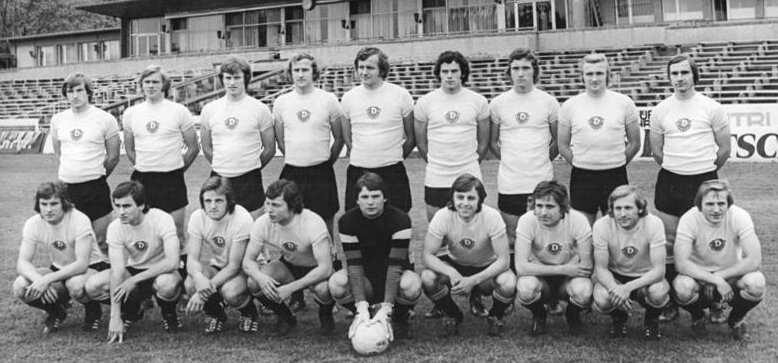
Die Meistermannschaft von Dynamo Dresden

Dynamo Dresden gewann nach zwei dritten Plätze in Folge die vierte Meisterschaft nach 1953, 1971 und 1973. Dynamo war dabei noch dominanter als 1973, sammelte 43 Punkte (einen mehr als vor drei Jahren) und erzielte 70 Treffer (neun mehr als 1973). Am 24. Spieltag sicherten sich die Dresdner mit einem 4:0 über den Vizemeister der Vorjahre Carl Zeiss Jena den Titel. Zweiter wurde der BFC Dynamo, womit sich erstmals nach drei Jahren eine andere Mannschaft als Dresden, Magdeburg und Jena auf den ersten drei Rängen platzieren konnte. Auf Platz drei und damit noch im UEFA-Pokal landete der Meister von 1974 und 1975 Magdeburg. Hinter Magdeburg platzierte sich Lokomotive Leipzig.
Ebenso wie der Meisterschaftskampf war auch der Abstieg relativ frühzeitig entschieden. Wie schon zwei Jahre zuvor konnte Energie Cottbus auch dieses Mal zu keiner Zeit mithalten und schloss mit nur drei Siegen und acht Punkten Rückstand auf einen Nichtabstiegsplatz als Letzter ab. Chemie Leipzig mühte sich ebenfalls vergeblich und stand am 24. Spieltag mit vier Punkten und 14 Toren Rückstand auf Karl-Marx-Stadt und Vorwärts Frankfurt praktisch als Absteiger fest.
Für den FC Vorwärts war der zwölfte Tabellenplatz die schlechteste Platzierung seit dem Wiederaufstieg 1954. Es deutete sich in dieser Saison eine Negativentwicklung an, die im Abstieg 1978 gipfelte. Auch für Jena war es eine enttäuschende Saison. Platz fünf ist die schlechteste Platzierung seit 1967. Dagegen überrascht Wismut Aue als Tabellensechster.

## Abschlusstabelle
| Pl. | Verein                      | Sp. | S  | U  | N  | Tore    | Diff. | Punkte |
| --- | --------------------------- | --- | -- | -- | -- | ------- | ----- | ------ |
| 1.  | SG Dynamo Dresden           | 26  | 19 | 5  | 2  | 070:230 | +47   | 43:90  |
| 2.  | Berliner FC Dynamo          | 26  | 17 | 3  | 6  | 067:240 | +43   | 37:15  |
| 3.  | 1. FC Magdeburg (M)         | 26  | 15 | 6  | 5  | 059:330 | +26   | 36:16  |
| 4.  | 1. FC Lokomotive Leipzig    | 26  | 13 | 5  | 8  | 040:340 | +6    | 31:21  |
| 5.  | FC Carl Zeiss Jena          | 26  | 11 | 7  | 8  | 050:430 | +7    | 29:23  |
| 6.  | BSG Wismut Aue              | 26  | 9  | 9  | 8  | 030:350 | −5    | 27:25  |
| 7.  | FC Rot-Weiß Erfurt          | 26  | 8  | 10 | 8  | 044:360 | +8    | 26:26  |
| 8.  | Hallescher FC Chemie        | 26  | 9  | 7  | 10 | 037:350 | +2    | 25:27  |
| 9.  | BSG Sachsenring Zwickau (P) | 26  | 7  | 8  | 11 | 029:430 | −14   | 22:30  |
| 10. | BSG Stahl Riesa             | 26  | 7  | 7  | 12 | 035:460 | −11   | 21:31  |
| 11. | FC Karl-Marx-Stadt          | 26  | 7  | 7  | 12 | 025:410 | −16   | 21:31  |
| 12. | FC Vorwärts Frankfurt       | 26  | 8  | 4  | 14 | 041:570 | −16   | 20:32  |
| 13. | BSG Chemie Leipzig (N)      | 26  | 4  | 6  | 16 | 025:620 | −37   | 14:38  |
| 14. | BSG Energie Cottbus (N)     | 26  | 3  | 6  | 17 | 023:630 | −40   | 12:40  |

| (M) | Meister der letzten Saison     |
| (P) | Pokalsieger der letzten Saison |
| (N) | Aufsteiger der letzten Saison  |

| Aufsteiger aus der DDR-Liga 1975/76: FC Hansa Rostock, 1. FC Union Berlin |

## Kreuztabelle
Die Kreuztabelle stellt die Ergebnisse aller Spiele dieser Saison dar. Die Heimmannschaft ist in der linken Spalte aufgelistet und die Gastmannschaft in der obersten Reihe.
| 1975/1976 | 1975/1976                | SG Dynamo Dresden | Berliner FC Dynamo | 1. FC Magdeburg | 1. FC Lokomotive Leipzig | FC Carl Zeiss Jena | BSG Wismut Aue | FC Rot-Weiß Erfurt | Hallescher FC Chemie | BSG Sachsenring Zwickau | BSG Stahl Riesa | FC Karl-Marx-Stadt | FC Vorwärts Frankfurt | BSG Chemie Leipzig | BSG Energie Cottbus |
| 01.       | SG Dynamo Dresden        |                   | 5:1                | 2:0             | 3:2                      | 4:0                | 5:1            | 3:1                | 2:4                  | 3:0                     | 3:0             | 3:0                | 2:0                   | 5:0                | 3:0                 |
| 02.       | Berliner FC Dynamo       | 3:4               |                    | 4:0             | 6:0                      | 3:0                | 1:0            | 1:1                | 3:0                  | 2:2                     | 1:1             | 4:0                | 7:1                   | 1:0                | 6:1                 |
| 03.       | 1. FC Magdeburg          | 2:2               | 2:1                |                 | 3:1                      | 5:2                | 6:0            | 3:1                | 1:1                  | 3:1                     | 5:1             | 1:0                | 5:2                   | 5:1                | 3:0                 |
| 04.       | 1. FC Lokomotive Leipzig | 0:2               | 1:0                | 2:1             |                          | 1:1                | 1:0            | 3:0                | 3:1                  | 2:1                     | 2:2             | 2:0                | 4:0                   | 0:0                | 1:2                 |
| 05.       | FC Carl Zeiss Jena       | 1:1               | 3:0                | 1:1             | 1:1                      |                    | 2:0            | 1:1                | 2:0                  | 2:2                     | 4:1             | 5:0                | 5:2                   | 4:0                | 3:3                 |
| 06.       | BSG Wismut Aue           | 0:0               | 1:0                | 3:1             | 1:1                      | 0:3                |                | 1:1                | 2:1                  | 1:1                     | 3:0             | 3:0                | 2:1                   | 1:1                | 3:1                 |
| 07.       | FC Rot-Weiß Erfurt       | 1:0               | 1:3                | 1:1             | 2:2                      | 2:0                | 5:2            |                    | 1:2                  | 1:1                     | 1:1             | 0:0                | 1:1                   | 4:1                | 5:0                 |
| 08.       | Hallescher FC Chemie     | 0:1               | 0:2                | 1:2             | 2:3                      | 2:1                | 1:1            | 1:1                |                      | 2:0                     | 2:0             | 0:0                | 3:2                   | 4:0                | 2:0                 |
| 09.       | BSG Sachsenring Zwickau  | 1:1               | 0:5                | 1:0             | 0:1                      | 2:1                | 1:2            | 2:0                | 2:1                  |                         | 1:0             | 2:2                | 0:2                   | 2:0                | 2:0                 |
| 10.       | BSG Stahl Riesa          | 0:6               | 0:1                | 0:1             | 1:0                      | 3:4                | 1:1            | 0:1                | 1:1                  | 4:1                     |                 | 0:0                | 2:2                   | 7:1                | 1:0                 |
| 11.       | FC Karl-Marx-Stadt       | 0:2               | 0:3                | 2:2             | 2:1                      | 3:0                | 0:0            | 2:1                | 0:2                  | 5:2                     | 1:2             |                    | 0:1                   | 1:2                | 0:0                 |
| 12.       | FC Vorwärts Frankfurt    | 2:3               | 1:2                | 1:3             | 0:1                      | 5:1                | 1:0            | 1:7                | 2:2                  | 2:1                     | 2:0             | 0:1                |                       | 4:1                | 4:0                 |
| 13.       | BSG Chemie Leipzig       | 1:1               | 0:2                | 0:1             | 3:3                      | 1:2                | 0:0            | 4:1                | 2:2                  | 0:0                     | 2:4             | 1:3                | 2:0                   |                    | 1:4                 |
| 14.       | BSG Energie Cottbus      | 3:4               | 0:5                | 2:2             | 0:2                      | 0:1                | 0:2            | 0:3                | 1:0                  | 1:1                     | 0:3             | 2:3                | 2:2                   | 1:1                |                     |

## Statistik

### Meistermannschaft
| SG Dynamo Dresden |
| --- |
| Claus Boden (26 Spiele / Tore -) Hans-Jürgen Dörner (25/8) Gerd Weber (24/1), Udo Schmuck (26/2), Klaus Müller (18/2) Reinhard Häfner (25/2), Hartmut Schade (22/4), Hans-Jürgen Kreische (26/24) Dieter Riedel (26/7), Peter Kotte (22/4), Gert Heidler (25/6) Trainer: Walter Fritzsch |
| außerdem: Rainer Sachse (12/8), Siegmar Wätzlich (10/2), Frank Richter (9/-), Christian Helm (7/-), Matthias Müller (6/-), Frank Ganzera (1/-), Claus Lichtenberger (1/-) |
| ohne Einsatz: Dietmar Urbanek (Tor) |

### Tore

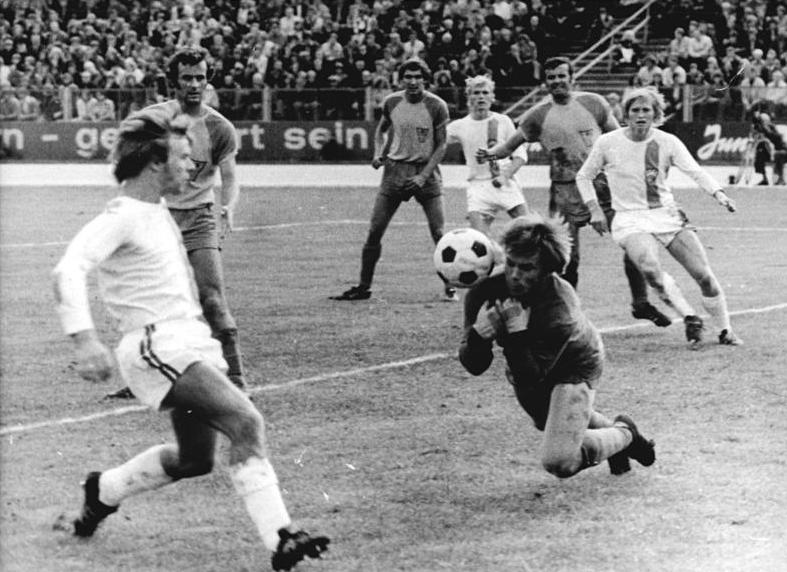
Der BFC Dynamo besiegt Vorwärts Frankfurt mit 7:1.

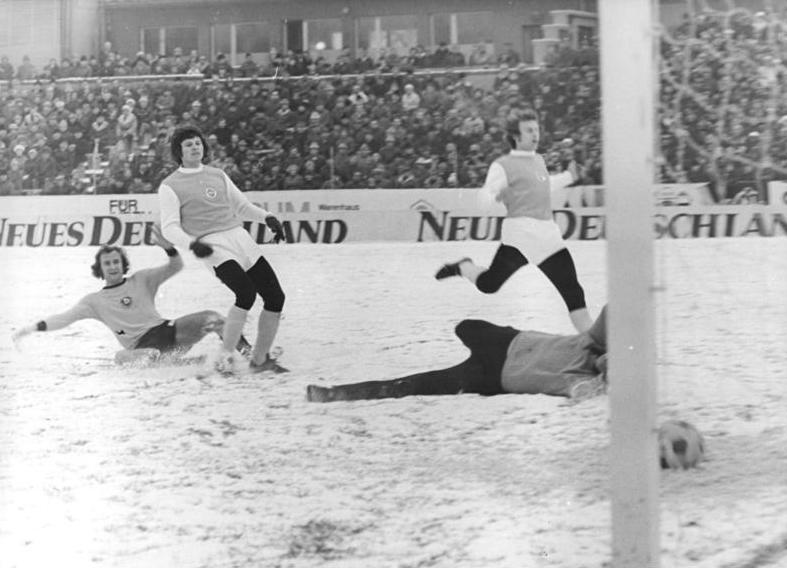
Torschützenkönig Kreische (links) erzielt gegen Zwickau eins seiner 24 Saisontore.

In den 182 Punktspielen fielen 575 Tore, im Schnitt 3,15 pro Spiel. Die torreichsten Spiele mit jeweils acht Treffern waren BFC Dynamo – Vorwärts Frankfurt 7:1 (erster Spieltag), Vorwärts Frankfurt – Rot-Weiß Erfurt 1:7 (10. Sp.) und Stahl Riesa – Chemie Leipzig 7:1 (13. Sp.). Dies waren gleichzeitig auch die höchsten Siege.
Hans-Jürgen Kreische von Dynamo Dresden wurde zum vierten Mal Torschützenkönig der Oberliga. Nachdem Kreische in den Vorjahren verletzt war und daher seinen Hattrick von 1971–1973 nicht verteidigen konnte, war er in dieser Saison wieder fit und eroberte sich sofort die Torjägerkrone zurück. Insgesamt zeichneten sich 152 Spieler als Torschützen aus, hinzu kamen acht Eigentore.
Mehreren Spielern gelangen drei Tore (kein Hattrick) in einem Spiel: Hoffmann (Magdeburg) gegen Riesa (1. Sp.), Vogel (Jena) gegen Karl-Marx-Stadt (2. Sp.) und Frankfurt (17. Sp.), Streich (Magdeburg) gegen Frankfurt (9. Sp.), Runge (Riesa) gegen Zwickau (9. Sp.), Sparwasser (Magdeburg) gegen Aue (10. Sp.) und Frankfurt (22. Sp.), Schnuphase (Erfurt) gegen Frankfurt (10. Sp.), Riediger (BFC) gegen Karl-Marx-Stadt (20. Sp.) und Lok Leipzig (24. Sp.), Hoffmann (Magdeburg) gegen Chemie Leipzig (21. Sp.) sowie Steinbach (Magdeburg) gegen Jena (26. Sp.). Es wurden 78 Strafstöße verhängt, wovon 54 verwandelt wurden. Vogel aus Jena traf siebenmal, Kreische aus Dresden und Runge aus Riesa trafen je viermal ins Schwarze. Torhüter Croy aus Zwickau parierte vier und Krahnke aus Karl-Marx-Stadt drei Strafstöße.
|    | Spieler              | Mannschaft         | Tore |
| -- | -------------------- | ------------------ | ---- |
| 1. | Hans-Jürgen Kreische | SG Dynamo Dresden  | 24   |
| 2. | Eberhard Vogel       | FC Carl Zeiss Jena | 19   |
| 3. | Hans-Jürgen Riediger | Berliner FC Dynamo | 18   |
| 4. | Joachim Streich      | 1. FC Magdeburg    | 13   |
| 4. | Jürgen Sparwasser    | 1. FC Magdeburg    | 13   |

### Zuschauer

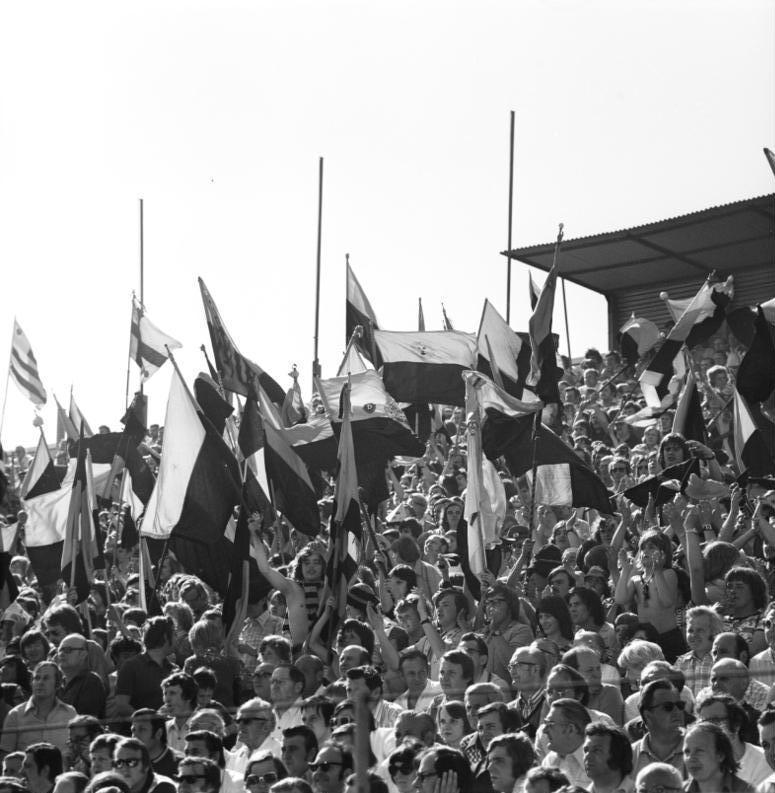
Die Dresdner hatten erneut die meisten Anhänger im Schnitt zu ihren Heimspielen.

Insgesamt sahen 2.283.200 Zuschauer die 182 Oberligaspiele, das ergibt einen Schnitt von 12.545 Zuschauern pro Spiel. Den höchsten Zuschauerschnitt verzeichneten der Meister Dresden (28.384) vor Magdeburg (19.115). Frankfurt war Schlusslicht mit durchschnittlich 4.784 Zuschauern. Die größte Zuschauerkulisse bedeuteten 40.000 zum Leipziger Stadtderby zwischen Chemie und Lokomotive am ersten Spieltag. Am wenigsten Zuschauer (2.500) waren beim Heimspiel von Vorwärts Frankfurt gegen den FC Karl-Marx-Stadt (26. Spieltag).
| Mannschaft               | Gesamt  | {\displaystyle \varnothing } | Heim    | {\displaystyle \varnothing } | Auswärts | {\displaystyle \varnothing } |
| ------------------------ | ------- | ---------------------------- | ------- | ---------------------------- | -------- | ---------------------------- |
| SG Dynamo Dresden        | 582.000 | 22.384                       | 369.000 | 28.384                       | 213.000  | 16.384                       |
| Berliner FC Dynamo       | 369.000 | 14.192                       | 215.000 | 16.538                       | 154.000  | 11.846                       |
| 1. FC Magdeburg          | 443.500 | 17.058                       | 248.500 | 19.115                       | 195.000  | 15.000                       |
| 1. FC Lokomotive Leipzig | 427.500 | 16.442                       | 211.000 | 16.231                       | 216.500  | 16.654                       |
| FC Carl Zeiss Jena       | 312.500 | 12.019                       | 114.500 | 08.807                       | 198.000  | 15.231                       |
| BSG Wismut Aue           | 254.500 | 09.788                       | 112.500 | 08.654                       | 142.000  | 10.923                       |
| FC Rot-Weiß Erfurt       | 294.500 | 11.327                       | 155.500 | 11.961                       | 139.000  | 10.692                       |
| Hallescher FC Chemie     | 351.500 | 13.500                       | 192.000 | 14.769                       | 159.500  | 12.269                       |
| BSG Sachsenring Zwickau  | 276.200 | 10.623                       | 117.500 | 09.038                       | 158.700  | 12.207                       |
| BSG Stahl Riesa          | 235.500 | 09.057                       | 92.000  | 07.077                       | 143.500  | 11.038                       |
| FC Karl-Marx-Stadt       | 288.500 | 11.096                       | 141.500 | 10.884                       | 147.000  | 11.307                       |
| FC Vorwärts Frankfurt    | 200.200 | 07.700                       | 62.200  | 04.784                       | 138.000  | 10.615                       |
| BSG Chemie Leipzig       | 292.000 | 11.231                       | 148.500 | 11.423                       | 143.500  | 11.038                       |
| BSG Energie Cottbus      | 227.000 | 08.731                       | 97.500  | 07.500                       | 129.500  | 09.961                       |

### Verschiedenes
- 295 Spieler kamen zum Einsatz, davon waren 32 in allen Punktspielen dabei.
- Es gab 90 Heimsiege, 45 Unentschieden und 47 Auswärtssiege.
- 5 Feldverweise und 306 Verwarnungen verhängten die Unparteiischen, wobei 42 Spieler nach der dritten bzw. sechsten gelben Karte pausieren mussten.

## Fußballer des Jahres
Nach der Saison wurde Jürgen Croy von der BSG Sachsenring Zwickau zum zweiten Mal als Fußballer des Jahres 1976 ausgezeichnet. Der Torhüter hatte es damit in den vergangenen sechs Jahren fünf Mal unter die besten drei geschafft.
|    | Spieler            | Mannschaft              | Punkte |
| -- | ------------------ | ----------------------- | ------ |
| 1. | Jürgen Croy        | BSG Sachsenring Zwickau | 453    |
| 2. | Hans-Jürgen Dörner | SG Dynamo Dresden       | 366    |
| 3. | Konrad Weise       | FC Carl Zeiss Jena      | 218    |

## FDGB-Pokal
Der FDGB-Pokal wurde in dieser Spielzeit von Lokomotive Leipzig gewonnen. Die Leipziger besiegten im Endspiel Vorwärts Frankfurt und gewannen ihren ersten Pokaltitel. Lok hatte zuvor u. a. Jena und Dresden ausgeschaltet, während Vorwärts Pokalverteidiger Zwickau und Magdeburg besiegt hatte.

## Internationale Wettbewerbe
Die große Überraschung dieser Europapokalsaison gelang Sachsenring Zwickau. Die Mannschaft besiegte im Europapokal der Pokalsieger nacheinander Panathinaikos Athen, den AC Florenz und Celtic Glasgow und unterlag erst im Halbfinale dem späteren Pokalsieger RSC Anderlecht. Enttäuschung gab es dagegen beim 1. FC Magdeburg, der in der ersten Runde des Europapokals der Landesmeister Malmö FF im Elfmeterschießen unterlag. Carl Zeiss Jena schied im UEFA-Pokal ebenfalls im Elfmeterschießen aus. Nachdem man in der ersten Runde noch Olympique Marseille besiegt hatte, war in der zweiten Runde FKS Stal Mielec zu stark. Dynamo Dresden schaffte es bis ins Viertelfinale und unterlag dort dem späteren UEFA-Cup-Sieger FC Liverpool. Der Intertoto-Cup 1975 fand erneut ohne DDR-Teilnehmer statt.